# Агія-Лавра

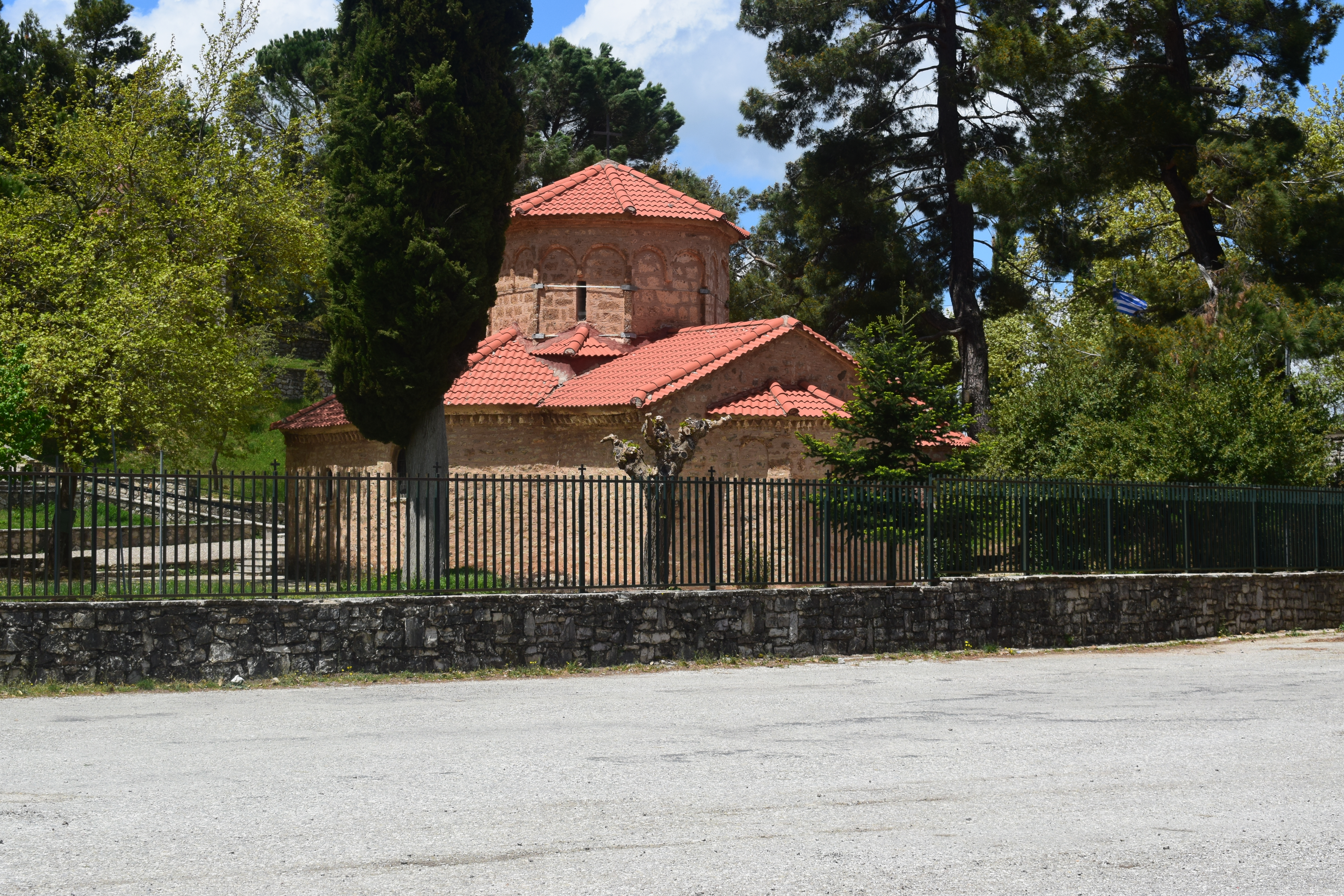
Храм монастиря Ая-Лавра

38°00′47″ пн. ш. 22°04′52″ сх. д. / 38.013055555556° пн. ш. 22.081111111111° сх. д.
Ая-Лавра (Свята Лавра) — православний монастир у місті Калаврита, Греція, побудований на горі Гелмос на висоті 961 м. Один із найдавніших монастирів Пелопоннесу, крім того, являє собою символ народження сучасної незалежної Греції.

## Історія

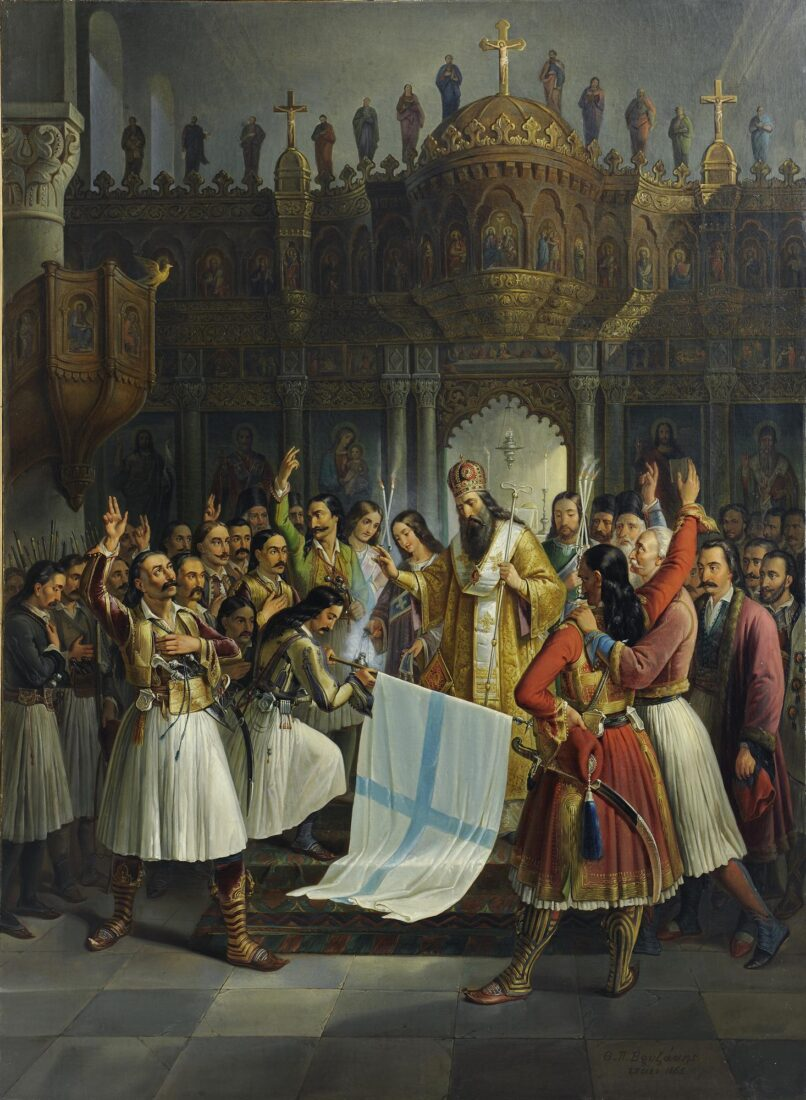
Митрополит Германос благословляє стяг повсталих в монастирі Ая-Лавра, Теодорос Врізакіс

Монастир Ая-Лавра в Калавриті побудований у 961 році, але 1585 року спалений дотла турками. У 1600 році монастир відновлено, а фресковий розпис закінчено у 1645 році майстром Антімосом. Проте монастир знову спалено в 1715 році, а також 1826 року військом Ібрагіма-паші. У 1850 році після відродження незалежної Греції монастир зведено наново. У 1943 році, у період окупації Ая-Лавра спалена німецькими військами.
Всесвітньо відомим монастир став у добу Грецької національно-визвольної війни. Саме тут уперше 25 березня 1821 року пролунало знамените гасло грецьких революціонерів «Елефтерія й танатос» (Свобода або смерть), що ознаменувало початок повстання проти Османської імперії. Того ж дня митрополит Германос Патрський здійснив доксологію та прийняв присягу пелопоннеських повстанців. Того ж дня революційний прапор підняв митрополит Германос під платаном за брамою монастиря, а не так, як зображено на полотні Теодороса Врізакіса.
14 грудня 1943 року монастир вдруге спалили німецькі війська 117-ї єгерської дивізії, які напередодні, 13 грудня, розстріляли 1200 мешканців Калаврити та повністю зруйнували саме місто.

## Сьогодення
Нині на території монастиря діє історичний музей, у якому зберігаються убирання митрополита Германоса, документи, книги, ікони, Євангеліє, дароване російською імператрицею Катериною II, шовкові тканини 16 століття зі Смірни та Константинополя, а також сакральні реліквії. Серед останніх святі мощі Святого Олексія, даровані монастирю візантійським імператором Мануїлом Палеологом у 1398 році.
На пагорбі навпроти монастиря встановлено пам'ятник героям Революції 1821 року.